# Mike Krzyzewski
Michael William Krzyzewski (kiejtés: /ʃɪˈʒɛfski/ shih-ZHEF-skee; becenevén Coach K; Chicago, 1947. február 13. –) amerikai kosárlabdaedző. 1980 óta a Duke Egyetem kosárlabdacsapatának vezetője, ahol a Blue Devilsszel ötször megnyerte a NCAA Division I-t, tizenkétszer elérte a Final Fourt, megnyerte tizenötször az ACC-tornát és tizenkétszer az ACC alapszakaszát. Csak John Wooden nyert több NCAA-bajnoki címet nála, tízet. Minden idők egyik legjobb egyetemi kosárlabdaedzőjének tekintik.
Ezek mellett edzője volt az amerikai válogatottnak is, amelyet három nyári olimpiai bajnoki címhez vezetett 2008-ban, 2012-ben és 2016-ban. Vezetőedzője volt a 2010-ben és 2014-ben világbajnok csapatnak is. Az 1992-es Dream Team egyik asszisztens edzője volt.
Krzyzewski az Army csapatában játszott irányítóként 1966 és 1969 között, Bob Knight alatt. 1975 és 1980 között pedig egyetemének edzője volt. Kétszer is beiktatták a Naismith Memorial Basketball Hall of Fame-be, 2001-ben egyéni sikereiért, míg 2010-ben a Dream Team tagjaként. Az Egyetemi Kosárlabda Hírességek Csarnokába is beiktatták 2006-ban és az Egyesült Államok Olimpiai és Paralimpiai Hírességek Csarnokába is, szintén a Dream Team tagjaként.
2011. november 5-én, mikor a Duke-kal 74–69-re megverte a Michigan State Egyetemet a Madison Square Gardenben, ő lett a legsikeresebb edző az NCAA Division I történetében. A 903. megnyert mérkőzése volt, amellyel megdöntötte korábbi edzője, Bob Knight rekordját. 2015. január 25-én a Duke legyőzte a St. John’s Egyetemet, ismét a Madison Square Gardenben, amellyel Krzyzewski lett az első edző az NCAA Division I történetében, aki megnyert 1000 mérkőzést.
2021. június 2-án Krzyzewski bejelentette, hogy a 2021–2022-es szezon végén visszavonul.

## Edzői statisztikák

### Egyetem
| Szezon | Csapat    | Teljesítmény     | Főcsoport      | Helyezés | Rájátszás                                          |
| --- | --------- | ---------------- | -------------- | -------- | -------------------------------------------------- |
| Army Cadets (NCAA Division I Független)                                                                              |           |                  |                |          |                                                    |
| 1975–76 | Army      | 11–14            |                |          |                                                    |
| 1976–77 | Army      | 20–8             |                |          |                                                    |
| 1977–78 | Army      | 19–9             |                |          | NIT Első forduló                                   |
| 1978–79 | Army      | 14–11            |                |          |                                                    |
| 1979–80 | Army      | 9–17             |                |          |                                                    |
| Army: | Army:     | 73–59 (.553)     |                |          |                                                    |
| Duke Blue Devils (Atlanti Parti Főcsoport)                                                                           |           |                  |                |          |                                                    |
| 1980–81 | Duke      | 17–13            | 6–8            | T–5.     | NIT Negyeddöntő                                    |
| 1981–82 | Duke      | 10–17            | 4–10           | T–6.     |                                                    |
| 1982–83 | Duke      | 11–17            | 3–11           | 7.       |                                                    |
| 1983–84 | Duke      | 24–10            | 7–7            | T–3.     | NCAA Division I Legjobb 32                         |
| 1984–85 | Duke      | 23–8             | 8–6            | T–4.     | NCAA Division I Legjobb 32                         |
| 1985–86 | Duke      | 37–3             | 12–2           | 1.       | NCAA Division I Döntős                             |
| 1986–87 | Duke      | 24–9             | 9–5            | 3.       | NCAA Division I Sweet 16 (nyolcaddöntő)            |
| 1987–88 | Duke      | 28–7             | 9–5            | 3.       | NCAA Division I Final Four (elődöntő)              |
| 1988–89 | Duke      | 28–8             | 9–5            | T–2.     | NCAA Division I Final Four (elődöntő)              |
| 1989–90 | Duke      | 29–9             | 9–5            | 2.       | NCAA Division I Döntős                             |
| 1990–91 | Duke      | 32–7             | 11–3           | 1.       | NCAA Division I-bajnok                             |
| 1991–92 | Duke      | 34–2             | 14–2           | 1.       | NCAA Division I-bajnok                             |
| 1992–93 | Duke      | 24–8             | 10–6           | T–3.     | NCAA Division I Legjobb 32                         |
| 1993–94 | Duke      | 28–6             | 12–4           | 1.       | NCAA Division I Döntős                             |
| 1994–95 | Duke      | 9–3              | 0–1            |          |                                                    |
| 1995–96 | Duke      | 18–13            | 8–8            | T–4.     | NCAA Division I Legjobb 64                         |
| 1996–97 | Duke      | 24–9             | 12–4           | 1.       | NCAA Division I Legjobb 32                         |
| 1997–98 | Duke      | 32–4             | 15–1           | 1.       | NCAA Division I Elite Eight (negyeddöntő)          |
| 1998–99 | Duke      | 37–2             | 16–0           | 1.       | NCAA Division I Döntős                             |
| 1999–00 | Duke      | 29–5             | 15–1           | 1.       | NCAA Division I Sweet 16 (nyolcaddöntő)            |
| 2000–01 | Duke      | 35–4             | 13–3           | T–1.     | NCAA Division I-bajnok                             |
| 2001–02 | Duke      | 31–4             | 13–3           | 2.       | NCAA Division I Sweet 16 (nyolcaddöntő)            |
| 2002–03 | Duke      | 26–7             | 11–5           | T–2.     | NCAA Division I Sweet 16 (nyolcaddöntő)            |
| 2003–04 | Duke      | 31–6             | 13–3           | 1.       | NCAA Division I Final Four (elődöntő)              |
| 2004–05 | Duke      | 27–6             | 11–5           | 3.       | NCAA Division I Sweet 16 (nyolcaddöntő)            |
| 2005–06 | Duke      | 32–4             | 14–2           | 1.       | NCAA Division I Sweet 16 (nyolcaddöntő)            |
| 2006–07 | Duke      | 22–11            | 8–8            | 6.       | NCAA Division I Legjobb 64                         |
| 2007–08 | Duke      | 28–6             | 13–3           | 2.       | NCAA Division I Legjobb 32                         |
| 2008–09 | Duke      | 30–7             | 11–5           | T–2.     | NCAA Division I Sweet 16 (nyolcaddöntő)            |
| 2009–10 | Duke      | 35–5             | 13–3           | T–1.     | NCAA Division I-bajnok                             |
| 2010–11 | Duke      | 32–5             | 13–3           | 2.       | NCAA Division I Sweet 16 (nyolcaddöntő)            |
| 2011–12 | Duke      | 27–7             | 13–3           | 2.       | NCAA Division I Legjobb 64                         |
| 2012–13 | Duke      | 30–6             | 14–4           | 2.       | NCAA Division I Elite Eight (negyeddöntő)          |
| 2013–14 | Duke      | 26–9             | 13–5           | T–3.     | NCAA Division I Legjobb 64                         |
| 2014–15 | Duke      | 35–4             | 15–3           | 2.       | NCAA Division I-bajnok                             |
| 2015–16 | Duke      | 25–11            | 11–7           | T–5.     | NCAA Division I Sweet 16 (nyolcaddöntő)            |
| 2016–17 | Duke      | 28–9             | 11–7           | T–5.     | NCAA Division I Legjobb 32                         |
| 2017–18 | Duke      | 29–8             | 13–5           | 2.       | NCAA Division I Elite Eight (negyeddöntő)          |
| 2018–19 | Duke      | 32–6             | 14–4           | 3.       | NCAA Division I Elite Eight (negyeddöntő)          |
| 2019–20 | Duke      | 25–6             | 15–5           | T–2.     | Torna lemondva a Covid19-pandémia miatt            |
| 2020–21 | Duke      | 13–11            | 9–9            | 10.      |                                                    |
| 2021–22 | Duke      | 32–6             | 16–4           | 1.       | NCAA Division I Final Four (rájátszás folyamatban) |
| Duke: | Duke:     | 1 129–308 (.786) | 466–193 (.707) |          |                                                    |
| Összesen: | Összesen: | 1 202–367 (.766) |                |          |                                                    |
| : Országos bajnok : Főcsoport alapszakasz és torna-győztes : Főcsoport alapszakasz-győztes : Főcsoport torna-győztes |           |                  |                |          |                                                    |

## Krzyzewski tanoncai
Az alábbi lista olyan edzőket sorol fel, akik Krzyzewski alatt voltak asszisztensek és később NCAA-, vagy NBA-edzők lettek
- Chuck Swenson – William & Mary (1987–1994)
- Bob Bender – Illinois State (1989–1993), Washington (1993–2002)
- Mike Brey – Delaware (1995–2000), Notre Dame (2000–napjainkig)
- Tommy Amaker – Seton Hall (1997–2001), Michigan (2001–2007), Harvard (2007–napjainkig)
- Quin Snyder – Missouri (1999–2006), Austin Toros (2007–2010), Utah Jazz (2014–napjainkig)
- Tim O’Toole – Fairfield (1998–2006)
- Johnny Dawkins – Stanford (2008–2016), UCF (2016–napjainkig)
- David Henderson – Delaware (2000–2006)
- Chris Collins – Northwestern (2013–napjainkig)
- Steve Wojciechowski – Marquette (2014–2021)
- Jeff Capel – Pittsburgh (2018–napjainkig)
- Nate James – Austin Peay (2021–napjainkig)